# Марковин, Дмитрий Александрович
Дмитрий Александрович Марковин (род. 30 ноября 1986, Электросталь, Московская область) — российский хоккеист.

## Карьера
Воспитанник хоккейной школы электростальского «Кристалла» (первый тренер — М. Ф. Садыков).
Начал заниматься хоккеем в 4 года в СДЮШОР «Кристалл». В 2010 перешел в воскресенский «Химик», где провел один сезон, а в следующем вернулся обратно в «Кристалл». В сезоне 2012/2013 присоединился к ХК МВД, с которым стал бронзовым чемпионата МХЛ.
Дебютировал в составе московского «Динамо» в 2015 году. В 2018 году был обменян в нижегородское «Торпедо». Вернулся в «Динамо» в мае 2020 года из череповецкой «Северстали», однако позже был обменян обратно в «Северсталь».